# Egon Kornauth
Egon Kornauth   (Olomouc, 14 de maig de 1891 - Viena i Salzburg, 28 d'octubre de 1959) va ser un compositor i professor de música austríac.
Fou violoncel·lista i pianista des de la seva joventut, se'n va anar el 1909 a Viena, on va estudiar amb Robert Fuchs, Guido Adler, Franz Schreker (amb qui es va barallar) i Franz Schmidt.
Després d'ensenyar teoria musical a la Universitat de Viena des de 1919, Kornauth va començar una carrera internacional com a pianista, acompanyant i director d'orquestra que el va dur a Indonèsia (1926/29) i a Sud-amèrica (1934/35). El 1940 va reprendre la seva carrera docent a Viena i Salzburg on entre d'altres alumnes tingué a Felix Prohaska (1912-1987). Es va afiliar a la Reichsmusikkammer, l'organització de l'administració nazi que controlava tots els músics, però va continuar donant suport al seu mestre Adler, que va ser detingut sota arrest domiciliari com a jueu, fins a la mort d'aquest últim el 1941. A Àustria després de la guerra, Kornauth va ser director del Mozarteum de Salzburg (1946/67), i va ser triat al Senat de les Arts austríacs el 1954.
Kornauth va compondre àmpliament i va guanyar diversos premis com el Premi Estatal Austríac (1913) (per a la seva Sonata per a Viola op.3), el premi Gustav Mahler Foundation (1919) i el Würdigungspreis austríac (1951). El seu estil era tanmateix convencional. Quan el compositor anglès Humphrey Searle va visitar Viena als anys trenta, no estava satisfet de trobar que l'única música moderna interpretada per les principals orquestres era la de Schmidt «o compositors menors com… Kornauth». El propi Kornauth va reconèixer en la seva autobiografia de 1958 que «l'epigonisme era inherent a la meva personalitat». La part més coneguda de Kornauth consisteix en lieder, música de cambra i peces per a piano, però també hi ha cinc suites d'orquestra entre altres peces de major escala.
Un enregistrament d'algunes de les obres de piano de Kornauth, va ser llançat per Toccata Classics el 2013, interpretada per Jonathan Powell.
La ciutat de Viena li va dedicar un carrer Kornauthgasse el 1972.